# Arbeitskreis Westeuropäische Arbeiterbewegung
Der Arbeitskreis Westeuropäische Arbeiterbewegung (AWA) war ein von 1976 bis 1980 bestehender Arbeitskreis, der Dokumente des Eurokommunismus studierte und herausgab, sowie politische Veranstaltungen organisierte. Der Arbeitskreis wurde 1976 von dem Soziologen Christof Kievenheim, einem früheren Mitarbeiter des Instituts für Marxistische Studien und Forschungen und ehemaligen MSB-Vorstandsmitglied, ins Leben gerufen. Ihm gehörten eurokommunistisch orientierte Studenten und Wissenschaftler an, die zuvor vor allem in der DKP oder SEW organisiert waren, oder diesen Parteien nahestanden.
Im November 1977 organisierte der AWA eine Konferenz „über methodische Voraussetzungen einer Strategie der Arbeiterbewegung in der BRD“. Zahlreiche bekannte linksstehende Intellektuelle (z. B. Wolfgang Abendroth, Elmar Altvater, Veit-Michael Bader, Joachim Bischoff, Wolfgang Fritz Haug, Sebastian Herkommer, Jörg Huffschmid, Urs Jaeggi, Michael R. Krätke und Wolf-Dieter Narr) nahmen teil. Der Konferenzbericht wurde als Sonderband 44 der Zeitschrift Das Argument herausgegeben. Verbindungen gab es in diesen Jahren auch zur Westberliner SEW-Oppositionsgruppe Die Klarheit sowie zum Berliner Extra-Dienst.
Die Gruppe löste sich 1980 auf, als keine Einigung zur Frage gefunden werden konnte, ob der AWA neben seiner Forschungstätigkeit auch eine politische Organisation sein sollte. In Berlin (West) gründete sich von 1980 bis 1982 aber eine kleine eurokommunistische Parteiaufbauorganisation, nicht zu verwechseln mit der gleichnamigen Gruppe, die nach der Wende 1990–1991 aus der SEW hervorging.

## Schriften
- Arbeitskreis Westeuropäische Arbeiterbewegung (Hrsg.): Eurokommunismus und marxistische Theorie der Politik. Berlin, Argument-Verlag, 1979. ISBN 978-3-920037-17-2